# 킹스크로스 화재
킹스크로스 화재(The King's Cross fire)는 1987년 11월 18일 19시 30분쯤, 영국 런던에서 발생하여 31명의 사망자를 기록한 지하철 화재 사건이다. 
이 화재는 런던 킹스크로스에 있는 주요 환승역인 킹스크로스 세인트판크라스 역에서 발생했다. 역 구내는 상층부의 순환선, 메트로폴리탄 선(오늘날의 해머스미스＆시티 선은 당시 메트로폴리탄 선 구간의 한 부분이었다)이 통과하는 역과 노던, 피카디리, 빅토리아선이 통과하는 하층부 역으로 크게 둘로 구성되어 있다. 불은 피카디리선 에스컬레이터의 끝부분에서 시작되었으며, 하층부 지하철역사의 윗부분인 입구와 매표소 부분이 전소되었다.

## 화재 원인
화재의 시작점인 역 구내의 계단과 에스컬레이터 부근은 목재로 만들어져 있었다. (1984년 옥스퍼드 서커스 화재사건 이후) 1985년 2월을 기해 런던지하철 지하공간 내에서의 흡연이 금지되었지만, 화재의 원인으로는 에스컬레이터 디딤판 옆부분에 누군가가 쓰고 버린 성냥불이 가장 유력하게 지목되고 있다(Fennell 1988, p. 111). 디딤판은 청소가 행해진 적이 없었으며, 이따금 윤활유나 섬유재로 뒤덮이는 경우도 있었다.
이외에도 방화 또는 북아일랜드의 반영 테러단체인 급진주의적 아일랜드 공화국군(PIRA,Provisional Irish Republican Army)의 테러으로 일어난 소행이라는 의견도 있었으나, 사건 현장에서 흡연 용구들이 발견되고, 이것이 실화사건론의 강력한 증거로 작용하면서 이들 의견은 금세 힘을 잃었다.

## 불길이 번진 경로
화재는 에스컬레이터 옆부분에서부터 발생하여, 주위를 뒤덮은 뒤 빠른 속도로 번져 나가 매표소를 화염과 연기로 가득 채웠다. 추후 실시된 사고조사 결과, 당시 열차들이 역을 드나들 때 발생하는 바람과 외부 기류가 부분적으로 엉키면서 불길이 번지는 속도를 키웠다는 것이 확인되었다. 목격자들은 화염이 매표소로 파고 들어가, 경사진 에스컬레이터에서 굴뚝 효과를 야기, 뒤에서 불어오는 바람을 타고 불길이 커졌다고 증언했다. 현장검증 도중에 에스컬레이터 밑에서 나무 탄 흔적이 18군데에서 발견되는데, 이것은 불들이 동일한 원인에 의해 발생했으나 더 이상 태울 것이 없어 그 자리에서 사그러들었었다는 것을 의미한다. 이런 유형의 작은 화염은 에스컬레이터의 우측 부분에서 시작되었다. 당시 런던지하철의 에스컬레이터에서는 급한 승객을 위해 왼쪽 부분을 비워 두고 오른쪽에 서는 한줄 타기가 실시되고 있었는데, 승객들이 에스컬레이터에 서 있는 동안 담뱃불을 붙일 가능성이 충분히 있었다.
시각적으로 확인되는 불꽃이 보이지 않았던 것과, 하얗게 피어오른 나무 연기는 상황의 오판을 불러 초동 대응이 지체되는 결과를 야기했다. 매표소에 있던 다수의 사람들은 불길이 그리 크지 않으며 위험성이 없다고 생각했다. 사실 터널 밑을 타고 가던 피난통로는, 당시 화재가 일어났던 병렬 구조의 에스컬레이터를 타고 매표소로 올라가는 방식으로 변경되어 있었다. 
일부에서는 화재 시작점의 아래 부분에서는 피해가 없었던 점을 들어 "불은 여간해서는 아래 방향으로 번지지 않는다"라는 논리와 함께 화염 밑부분에 있던 역 구내 인파들의 대피조치가 적절하지 못했다는 주장을 펼치기도 했다. 하지만 불은 충분히 아래 방향으로도 번질 수 있다. 불꽃에서 배출되는 방사열은 그 뒷방향을 포함하여 모든 방향의 인화성 물질을 자극하며, 잔불과 다른 가연성 물체, 인화성 액체들도 불을 아래 방향으로 번지게 할 수 있다. 
다른 가능성은 역 구내의 바람에 있다. 화재가 위에서 발생했다고 연기와 일산화탄소를 포함한 불완전 연소의 부산물들이 아래 방향으로 깔리지 않으리라는 보장은 없다. 보통 지하 공간에서의 바람은 지하철을 포함해 모든 유형의 지하 공간에서 극히 자연적으로 발생하는 현상이다. 
화재가 번지게 된 요인은 트렌치 효과라고 불리는 연소 현상의 간접적인 결과가 가장 크다. 트렌치 효과란 '흐르는 액체에 물체가 가까이 오면, 액체는 그 물체를 타고 흐르게 된다'는 운동 원리를 설명한 코안다 효과와, 순간발생 연소를 뜻하는 플래시오버 현상을 합친 개념으로, 이 화재사건이 일어나기 전에는 잘 알려지지 않았던 이론이다. 
킹스크로스 화재사건의 경우 이 현상은 다음과 같이 설명된다. 우선 화염이 수직으로 타오르기보다는 에스컬레이터 표면을 타고 퍼지며, 따라서 에스컬레이터의 디딤판의 온도가 높아졌다. 처음에 생긴 이런 작은 불씨가 앞으로 다가올 거대한 참극의 시작이 될 것이라고는 아무도 예상하지 못했다. 화염의 대부분은 에스컬레이터 밑부분에 깔려 있었으며, 극히 일부만이 에스컬레이터 바깥쪽으로 새어 나와 보일 뿐이었던 것이다. 
그러나 에스컬레이터의 디딤판들이 모두 달궈지는 순간, 결국 큰 불길이 솟구치는 플래시오버 현상이 벌어졌다. 디딤판들이 본격적으로 타오르기 시작하면서 화재의 규모는 현저하게 확대되었고, 화염의 기류가 에스컬레이터 터널에서 매표소로 유입, 역 지하 홀 일대의 가연성 물질들을 자극했다. 지하 홀과 에스컬레이터는 자연 환기 구조가 열기를 몰고 오면서, 실내 온도가 섭씨 600도라는 그야말로 소각로와 같은 상태에 빠진다. BBC-TV는 이것을 들어 킹스크로스 역을 '잘 만들어진 난로'라고 꼬집었다.
게다가 에스컬레이터 위의 천정을 칠했던 솔벤트 도료는 플래시오버 현상을 부채질하면서 화재의 규모를 키웠고, 하얗고 얇게 피어오르던 연기를 검고 짙게 바꾸어 버렸다.

## 긴급출동 대응
런던 브리게이드(Brigade) 소방청은 신고접수 후 A24 소호(Soho)소방서의 소방차 4대와 턴테이블 사다리를 즉시 급파, 19시 42분부터 진화작업을 개시했다. 그리고 곧바로 C27 클라켄웰 소방서와 A22 맨체스터 스퀘어 소방서, A23 유스턴 소방서 등 3개 소방서에서 지원대가 도착했다. 진화에 투입된 소방대원만 총 150명(30개 소방조)이었다. 
구급차의 경우, 런던 구급대에서 파견된 14대의 구급차들이 대학병원을 포함한 지역병원으로 부상자들을 후송하였다. 
화재 진화는 공식적으로 다음날(11월 19일) 오전 1시 46분에 종료되었으나, 긴급구조반은 그날 오후 6시 20분까지 남아 구호작업을 계속했다.

## 희생자
총 31명이 사망, 60명이 화상이나 연기 중독 등의 부상을 입었다. 희생자들은 강한 열기와 두껍게 퍼진 연기층으로 인해 매표소를 빠져 나올 수 없었다. 
브리게이드 소방청 A24 소호 소방서의 콜린 타운슬리(Colin Townsley)소방대장은 사고현장에 최초로 도착한 소방차의 승원이었다. 그는 불길이 강하게 치솟는 역 지하 홀로 내려가 임무를 수행하고 있었다. 나가는 길을 찾으려 할 때, 그는 위험에 처한 한 여성을 발견하고 그녀를 돕기 위해 멈춰 섰다. 그러나 당시 그는 산소통을 쓰지 않았고, 결국 연기에 질식하여 쓰러졌다. 이후 타운슬리는 동료들에게 발견되어 응급조치를 받고, 병원으로 급히 후송되었으나 끝내 연기 중독으로 순직한다.
시신안치소에서의 등록번호인 "사체 115호"로 잘 알려진 "unidentified man(무명남)"의 신원은 사고 발생 후 17년이나 지난 2004년 1월 22일에 법적 증거를 통하여 73세의 스코틀랜드 폴커크 출신인 알렉산더 팰런(Alexander Fallon)임이 밝혀졌다. 신원이 밝혀지기 전인 1990년, 가수 닉 로우(Nick Lowe)는 'Who Was That Man?"이라는 노래를 통해 그를 기렸다.

## 사고 발생 이후
사고 발생 이후, 에스컬레이터를 포함하여 모든 런던지하철 역사에서 전면적인 금연이 실시되었다.
6명의 소방관이 진화작업 동안의 공적을 인정받아 훈장을 추서받았고, 이 중에는 순직한 타운슬리 소방관도 포함되었다.
희생자 별세미사는 영국성공회 성 팬크라스 교회에서 열렸으며, 웨일스 공작 부인 다이애나와 그 외의 인물들에 의해 사고 추모 명판이 공개, 킹스크로스 역에 설치되었다. 1997년 11월 18일에는 희생자들의 10주기를 추모하는 행사도 열렸다.

### 페넬 보고서
사건에 관한 청문회가 왕실변호사인 데스몬드 페넬(Desmond Fennell)과 4명의 전문가에 의해 열렸다. 청문회는 1988년 2월 1일 웨스트민스터의 센트럴 홀에서 열렸으며 총 91일간 증거사항들을 모은 뒤 6월 24일에 종료되었다.
페넬 보고서를 통해 확인된 사항들을 바탕으로 화재경보법(지하철도 역사)의 도입이 1989년에 이루어졌다(1971년에 제정된 화재경보법의 12조의 부칙으로서 도입, '12조 부칙'이라고 주로 언급됨). 이에 따라 지상역사인 그린포드 역(Greenford Station)을 제외한 모든 지하철 역사의 엘리베이터들은 금속제로 교체되었다(2006년 현재). 아울러 강화된 조항은 에스컬레이터 부근에 자동 스프링클러와 열감지 센서를 의무적으로 부착하도록 했고, 1년에 한 번씩 전 역무원이 의무적으로 방재훈련에 참여하도록 하였으며 소방서, 구조대 등 비상대응 기관과의 협력도 강화했다. 또한 지하철 내에 사용하는 페인트의 재료를 엄격히 규제하도록 했다.

### 역사 복구
상층부 역사의 매표소와 플랫폼은 화재의 피해를 입지 않았으며, 사고 발생 다음날에 정상 영업을 재개했다. 에스컬레이터에 다소 피해를 입었던 빅토리아 선의 경우, 다음 토요일에 영업을 재개했다. 하층부에 있던 3개 지하철 노선의 매표소는 화재 발생 후 4주가 지나고서 다시 문을 열었다. 
피카디리 선의 에스컬레이터 3대는 전면 교체되었다. 새 에스컬레이터들은 화재발생 후 16개월이 지난 1989년 2월 27일에 완공되었다. 그 이전까지 피카디리 선을 이용하기 위해서는 빅토리아 선 역사를 통하거나, 수 년 동안 킹스크로스 템즈링크 역(현재 팬턴빌 도로 입구)을 경유해야 했으며, 그것도 시간대에 따라서는 일방 통행이 실시되는 불편을 겪어야 했다.
노던 선으로 가는 플랫폼은 당초부터 직접 연결되어 있지 않았으며, 에스컬레이터는 피카디리 선에서 연결된 것이 전부였다. 3개 지하철 노선에서의 승객들이 빅토리아 선 에스컬레이터에 몰리는 현상이 벌어지면서, 킹스크로스 역에서의 노던 선 영업은 복구가 완전히 끝날 때까지 전면 휴지상태에 들어갔고, 열차들은 모두 무정차 통과하게 된다. 마침 노던 선의 에스컬레이터가 내구연한이 다 되어 교체공사를 할 수 있게 되자, 노던 선은 1989년 3월 5일에 킹즈스크로스 역에서의 영업을 재개하게 된다. 

## 유사 전례
- 대구 지하철 화재 참사
- 1995년 바쿠 지하철 화재